# 鈴木與平 (6代目)
鈴木 與平（すずき よへい、1883年（明治16年）2月5日 - 1940年（昭和15年）5月2日）は、明治から昭和にかけての日本の実業家、政治家。鈴与創業者。清水市会議長、静岡県会議長、貴族院多額納税者議員等を歴任した。旧名山崎通太郎。
2021年現在、鈴与会長を務める鈴木与平は8代目で、孫にあたる（没後に誕生した為、面識はない）。

## 人物・経歴
静岡県有度郡上清水村（現静岡市清水区清水）で、沢野道太郎出生。静岡県静岡中学校に学ぶ。静岡中学時代は野球部（現在の静岡高校野球部）に所属した。東京高等商業学校（現一橋大学）在学中に鈴木家の婿養子となる。1906年に同校専攻部を卒業。1917年に家督相続し第6代鈴木與平の名を継ぐ。
1919年から静岡県会議員となり、清水港の修築や日本軽金属等の誘致を実現。日本郵船や富士製茶での勤務を経て、家業の港湾運送業・鈴木與平商店を拡大し、多角経営化に成功。1929年、清水食品（SSK）を設立。翌年、日本で初めてツナ缶を製造、米国に輸出を開始。またミカン缶詰製造も開始した。1936年に株式会社鈴与商店（現鈴与）を設立したほか、清水商工会議所、清水木材倉庫、駿遠塩業、清水運送、鈴与機械製作所、清水精機等を設立。清水市会議長、静岡県会議長、清水商工会議所会頭等を歴任したが、1940年に58歳で死去した。
1939年（昭和14年）静岡県多額納税者として貴族院議員に互選され、同年9月29日に就任し、研究会に所属して死去するまで在任した。